# 新生儿单纯疱疹病毒感染
新生儿单纯疱疹病毒感染是由单纯疱疹病毒引起的新生儿单纯疱疹疾病，单纯疱疹病毒主要通過母亲传播给婴儿。  症狀有发烧、水泡、烦躁、體溫低、嗜睡、呼吸困难、眼睛发红以及因腹水或肝肿大而导致腹部增大。  患者也有可能没有任何症状。 通常感染单纯疱疹病毒的嬰兒有可能在出生后的前六周内发病。 如果母亲在怀孕后期感染单纯疱疹病毒，婴儿受到感染的风险会更大。 在全球范围内，估计万分之一的新生儿会受到該病毒影响。 在美国，大约每3,500名婴儿中就有1人感染这种病毒。 